# Святополк-Четвертинский, Антоний Станислав
Князь Анто́ний Стани́слав Святопо́лк-Четверти́нский (1748 — 24 июня 1794, Варшава) — политик Речи Посполитой, каштелян пшемысльский (1790), советник тарговицкой конфедерации, участник многих сеймов. Владелец подольского имения Антополь, которое носит его имя.

## Биография
Происходил из ополяченного княжеского рода Четвертинских, внучатый племянник православного епископа. Один из самых красноречивых ораторов своего времени, смело выступал в защиту своих убеждений на сеймах, отстаивая шляхетские вольности и противясь ограничению liberum veto. На сейме 1773 года отказался подписать акт раздела Речи Посполитой, причём его протест получил широкую известность и был занесён в городские книги Варшавы.
Не желавшая реформ партия имела полную поддержку Екатерины II, которая помогала её деятелям и материально. В знаменитый день 3 мая 1791 года Четвертинский произнёс на сейме горячую речь против проекта новой конституции, закончив её следующими словами: «В нём гроб вольности, и я не соглашаюсь принимать его. Если моя гражданская ревность останется без последствий, то по крайней мере будьте свидетелями, что я протестовал и плакал». Потом сквозь слёзы проговорил: «Буду носить траур до смерти или пока дождусь лучших времён!». Князь Антоний Станислав запечатлён на известной картине Матейко, посвящённой этому событию.
Как едва ли не единственный шляхтич, открыто высказавшийся против конституции, Четвертинский в числе первых примкнул к тарговицкой конфедерации, образованной под покровительством России. После апрельского восстания 1794 года как советник конфедерации подвергся аресту и был заключён в тюрьму Брюлевского дворца Варшавы.
24 июня 1794 года толпа вывела епископа Масальского, князя Четвертинского и других «изменников» из тюрьмы, чтобы расправиться с ними. В этот трагический момент Четвертинский с плачем целовал руки птичнику Дзекужскому и просил дать ему несколько минут на приготовление к смерти. Его не слушали, потащили на Краковское предместье к дому Браницкого и там повесили. Торговец сеном Ясинский подсадил его, верёвка оказалась короткой, и Ясинский привязал к ней платок. Стоявшие кругом разделили между собой его одежду.

## Семья
- Отец — Владимир Четвертинский — староста утайковский[1].
- Мать — Тереза Босняцкая.

По взятии Суворовым Праги Екатерина II поручила российскому посланнику барону К. Я. Бюлеру составить смету вознаграждений польским семействам, пострадавшим за преданность России. Барон Бюлер во время восстания в течение восьми месяцев был под арестом и перед его глазами был повешен князь Четвертинский. В благодарность за его хлопоты об осиротевшем семействе вдова князя, Колетта Адамовна Четвертинская, в 1795 году поднесла барону рисунок, представляющий две группы. Слева от урны изображена сама она с двумя своими малолетними сыновьями, Константином и Густавом; с правой же стороны представлены дети князя Четвертинского от первого его брака. На пьедестале урны надпись со стихами Вергилия из Энеиды "Да восстанет от костей наших мститель!".

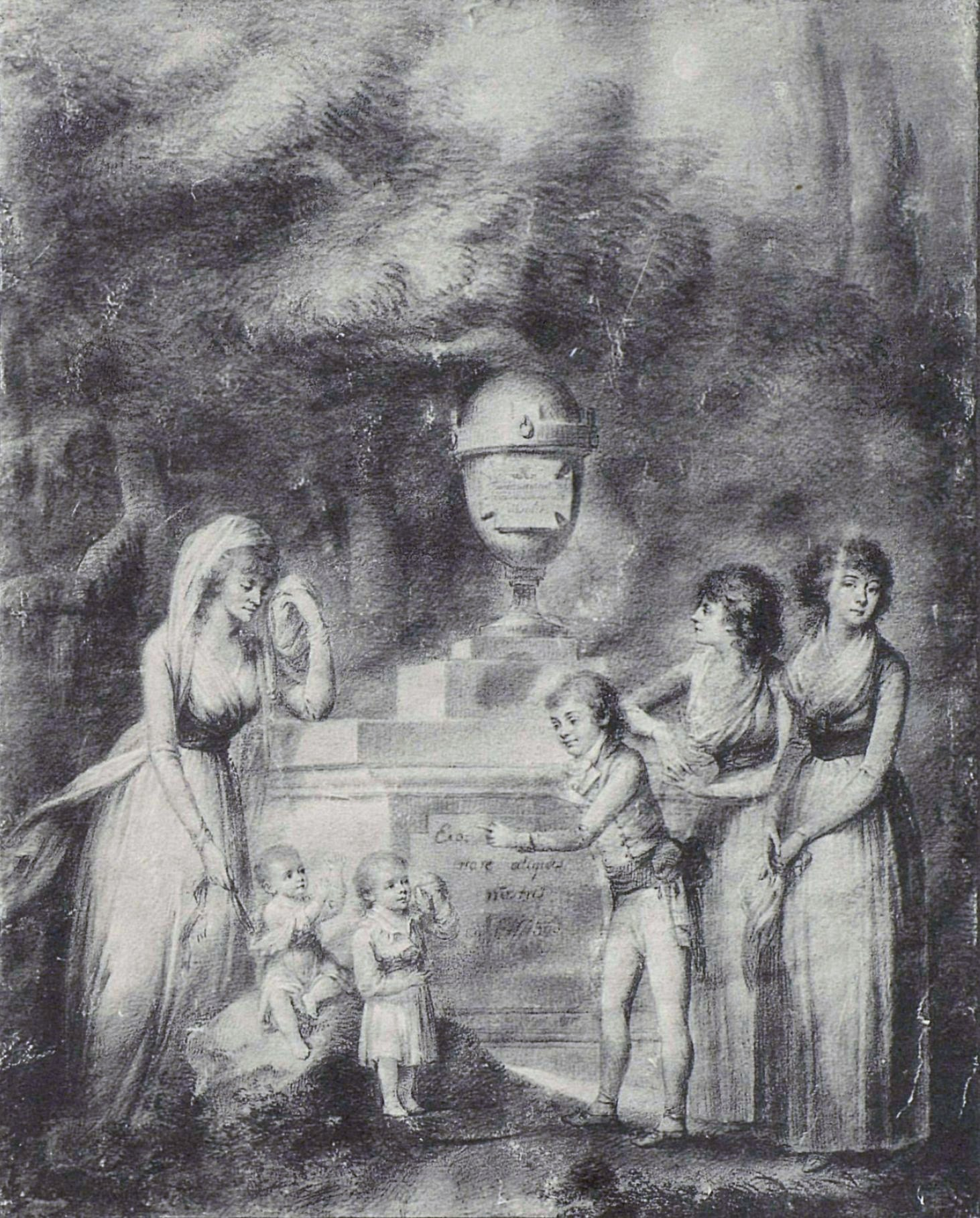
Княгиня Четвертинская с детьми возле урны с прахом мужа.

Семейство князя Четвертинского было вывезено в Петербург, где Екатерина II взяла на себя устройство его судьбы. Все дети  князя Четвертинского занимали при петербургском дворе блестящее положение:
1. жена баронесса Текла Кампенгаузен (ум.1784)
  - Жанетта (1777—1854) — жена Северина Вышковского, фаворитка великого князя Константина Павловича.
  - Мария (1779—1854) — жена Д. Л. Нарышкина, фаворитка Александра I.
  - Борис (1784—1866) — шталмейстер.
2. жена Колетта Адамовна Холоневская (1774—1840), после смерти мужа с детьми бежала в Россию, императрица пожаловала ей 1500 душ крестьян. Впоследствии вернулась в Польшу.
  - Константин (1792—1850) — действительный статский советник, камергер.
  - Густав (1794—1851) — тайный советник, сенатор.

## Награды
- Орден Белого орла — 1793.
- Орден Святого Станислава — 1785.